# Glänzendes Laserkraut
Das Glänzende Laserkraut (Laserpitium nitidum) ist einer Pflanzenart aus der Gattung der Laserkräuter (Laserpitium) in der Familie der Doldenblütler (Apiaceae).

## Beschreibung

### Vegetative Merkmale
Das Glänzende Laserkraut ist eine ausdauernde, krautige Pflanze, die Wuchshöhen von 30 bis 70 Zentimeter erreicht. Teilweise sind die oberirdischen Pflanzenteile steifborstig behaart. Der aufrechte Stängel ist feingerillt und oben verzweigt.
Die Laubblätter sind dicklich. Die Blattoberseite ist kahl und die -unterseite glänzend. Die Grundblätter sind relativ lang gestielt. Bei den Grundblättern ist die Blattspreite im Umriss dreieckig oder breit-eiförmig und sie sind dreifach gefiedert, ihre Blattabschnitte sind gelappt und am Rand dicht gesägt sowie kurz borstig bewimpert. Die Blattabschnitte letzter Ordnung sind bei einer Länge von 1,5 bis 3 Zentimetern sowie einer Breite von 1 bis 1,5 Zentimetern länglich-eiförmig bis eiförmig mit herzförmigem bis breit-keilförmigem Grund. Die oberen Stängelblätter sitzen auf engen, hautrandigen Scheiden, sind weniger stark zerteilt und ihre Abschnitte oft tiefer sowie schmaler eingeschnitten.

### Generative Merkmale
Die Blütezeit reicht von Juli bis August. Der doppeldoldige Blütenstand ist relativ groß und 15- bis 25-, selten bis zu 35-strahlig. Die zahlreichen Hüllblätter sind zuletzt oft zurückgeschlagen. Die zahlreichen Hüllchenblätter sind meist häutig und bewimpert.
Die zwittrige Blüte besitzt eine doppelte Blütenhülle. Die Kelchzähne sind kurz und lanzettlich-pfriemlich. Die weißen Kronblätter sind etwa 1,5 Millimeter lang und fast 2 Millimeter breit und am oberen Ende mit einem eingeschlagenen eingerollten Läppchen. Die zwei Griffel sind mit einer Länge von kaum 0,5 Millimetern nur kurz.
Die strohgelben Teilfrüchte sind bei einer Länge von 5 bis 6 Millimetern sowie einer Breite von 4 bis 4,5 Millimetern breit-ellipsoid und breit geflügelt.

## Vorkommen
Dieser Endemit kommt nur im nördlichen Italien vom Comer See bis zum Gardasee vor.
Sie ist an warmen, trockenen Standorten wie Berghängen und Weiden zu finden, meist über Kalkstein. Im Valvestino kommt Laserpitium nitidum in Höhenlagen von 1000 bis 1800 Metern vor. Das Glänzende Laserkraut ist in seinem gesamten kleinen Areal selten.

## Taxonomie
Die Erstbeschreibung von Laserpitium nitidum erfolgte 1818 durch Giovanni Zantedeschi in Commentari dell’Ateneo di Brescia 1815. Seite 89.